# Рядовка жёлто-бурая
Рядо́вка жёлто-бу́рая (лат. Tricholoma fulvum) — вид грибов, включённый в род Рядовка (Tricholoma) семейства Рядовковые (Tricholomataceae).

## Описание
Шляпка 3—15 см в диаметре, выпуклой, затем плоско-выпуклой и уплощённой формы, с невысоким бугорком в центре, клейкая, при высыхании волокнистая, к старости часто неправильно чешуйчатая. Окраска красновато-коричневая, по краю более бледная.
Мякоть белого или жёлтого цвета, с мучнистым запахом и мучнистым или горьковатым вкусом.
Гименофор пластинчатый, пластинки выемчато-приросшие, часто или довольно редко расположенные, светло-жёлтого цвета, с возрастом иногда покрывающиеся коричневатыми пятнами, с неровным краем.
Ножка 4—12 см длиной и 0,4—2 см толщиной, цилиндрическая или расширенная к основанию, в верхней части белая, ниже — жёлто-коричневая, с мелкими красно-коричневыми волоконцами.
Споровый порошок белого цвета. Споры 5—7×4—5 мкм, эллиптической формы, по 4 на базидиях. Кутикула шляпки — иксокутис.
Гриб съедобен.

## Экология
Рядовка жёлто-бурая — микоризообразователь, произрастающий исключительно под берёзой в лиственных и смешанных лесах.

## Сходные виды
- Tricholoma pseudonictitans Bon, 1983 произрастает под хвойными, отличается отсутствием желтоватого оттенка пластинок.

## Таксономия

### Синонимы
- Agaricus flavobrunneus Fr., 1818
- Agaricus fulvus Bull., 1792basionym
- Agaricus nictitans Fr., 1821
- Callistosporium marginatum (Peck) H.E.Bigelow, 1976
- Clitocybe marginata Peck, 1902
- Gyrophila fulva (Fr.) Quél., 1886
- Monadelphus marginatus (Peck) Murrill, 1915
- Tricholoma flavobrunneum (Fr.) P.Kumm., 1871
- Tricholoma nictitans (Fr.) Gillet, 1878